# 高田雄一
高田 雄一（たかだ ゆういち、高田メタル、1976年7月23日 - ）は、日本のミュージシャン、ベーシスト、カメラマン。ロックバンド・ELLEGARDEN、MAYKIDZのメンバー。キミノマワリ＋のオフィシャルカメラマン。千葉県出身。血液型A型。

## 人物
ロックバンドELLEGARDEN（エルレ）、MAYKIDZなどのベースを担当。カメラマンとしても活動。
深いアイドルへの愛情、知識からアイドルプロデューサーを務め、撮影技術を活かし女性アイドルグループ「キミノマワリ＋」のオフィシャルカメラマンとしても活動している。
推しているアイドルは、キミノマワリ＋、えなこ、辻野かなみ（超ときめき♡宣伝部）、黒宮れい（LADYBABY）、HIMEKA（Party Rockets GT）99P(われらがプワプワプーワプワを)など。
アイドルを好きになった経緯は、「（2019年の）3～4年前からいろいろおかしくなってきて。最初はももクロがバンド仲間でも流行ったんですよ。西武ドームとか売れてる段階だったんですけど、そのあとに、同じ事務所の“ときめき♡宣伝部”がデビューしたての頃で、お客さん少ないし、チェキも撮れるからって、行ってたらすごい楽しくなってきちゃって。気づいたらどんどん近いのほうへ」と、2019年7月に出演したTBSテレビ系列『有吉ジャポン』で明かしている。
アイドルの撮影をきっかけにカメラについての造詣を深める。2019年にはGUITAR MAGAZINEにてELLEGARDENのギタリスト・生形真一の撮影を行った。また、2021年9月には生形が所属するバンド・Nothing's Carved In Stoneのライブにカメラマンとして参加した。
ELLEGARDENの中ではいじられ役であり、活動再開後は細美武士からたびたびドルヲタ活動についていじられている。また、高橋宏貴のブログではバンド休止中、活動再開後ともにたびたびネタキャラとして登場している。
カレーが好物で2022年に行われたELLEGARDENのアメリカ合宿レコーディングでは、メンバーにカレーを振舞った。そのときのカレーを元にプロが監修したカレーが2023年夏のライブで売り出されている。

## 来歴
バンドメンバーとしての活動は「ELLEGARDEN」、「MAYKIDZ」も参照。
1998年
12月31日0時にELLEGARDEN結成。
2008年
ELLEGARDENの活動休止を発表し、9月7日に新木場スタジオコーストで活動休止前最後のライブを行った。
2009年
2月、メタル系バンドMEANINGに加入。
2015年
4月に結成されたロックバンドStreet Storyに参加。2020年5月以降はサポートメンバーとして関わっている。
2018年
ELLEGARDENの活動を再開。
5月、スリーピースJ-POPバンドMAYKIDZを結成。
8月11日、「UNION STAR’S 2018」にてボーカリストのRani（元Hysteric Lolita）とコラボレーション。
自身が完全プロデュースするアイドルグループ「EGR{えぐる}」を始動
12月11日にMEANINGを卒業。

## 所属グループ
ELLEGARDEN
1998年に結成されたロックバンド。2008年から活動休止するが2018年より活動を再開。
MEANING
メタル系バンド。2009年2月から2018年12月11日まで参加。脱退時には「冬レタス、びっちょり祭り」と題した卒業ツアーが組まれ、最終公演のアンコールではLUNA SEAのTONIGHTを熱唱した。
MAYKIDZ
スリーピースJ-POPバンド。バンド名の由来は、5月（May）に始動することと、キッズたちの遊び場を作ることが目標であること。「届きやすい物をやろう」というコンセプトで、「シンプル」「キャッチー」「メロディアス」のストレートな三要素を基軸にしている。
BBイコール
Street Story
2015年に参加したロックバンド。2020年5月以降はサポートメンバーとして関わっている。
SISSI
シンガーソングライター阿部カナのプロジェクトとして集結したバンド
キミノマワリ＋
オフィシャルカメラマンを務める女性アイドルグループ。ライブにベースとしても参加したことがあり、ELLEGARDENのドラム高橋宏貴も出演した。。
EGR{えぐる}
プロデューサーを務めるアイドルグループ。

## 作品
在籍グループ作品は「ELLEGARDEN」、「MAYKIDZ」を参照。

### 楽曲提供
- 池田高田「全弦開放(イーマイナーイレブン)」 - 作曲・演奏・コーラスを担当。池田高田は高田雄一と池田彩からなるユニット。アーケード音楽ゲーム「GITADORA」の楽曲[17][18]。

### 参加作品
- キミノマワリ。「取り返しがつかない私たち」[19]「ヒマワリ」 - ベース[20]
- ももいろクローバーZ「stay gold」 - ベース
- B.O.L.T「宙に浮くぐらい」 - ベース[21]

### カメラマン
- 女性アイドルグループ キミノマワリ＋のオフィシャルカメラマンを務める[22]。
- LADYBABY 恵比寿LIQUIDROOMでのワンマン公演「Reburn」 ライブレポート写真撮影（2020年1月13日）[23]
- 【秋山依里】30歳記念企画！CD&写真集同時制作プロジェクト - CDジャケット撮影（2020年7月21日）[24]

### その他
- 沢城千春『〜A＆G ARTIST ZONE〜 沢城千春のTHE CATCH「ちはるFES♪2019」』 ベース演奏[25]
- sachi. ライブサポート[26]

## 出演
在籍グループとしての出演は「ELLEGARDEN」を参照。

### テレビ
- 有吉ジャポン（2019年7月27日、TBSテレビ系列）
- 有吉反省会（2021年5月22日、日本テレビ系列）

### 書籍
- OVERTURE（2019年3月 - 、徳間書店） - 連載「MASTAR OF CHEKI（マスターオブチェッキッ！）」[27]、アイドル楽曲のトレンド分析2019[28]
- キミノシラナイウチニ（2020年3月18日発売、日本文芸社) - カメラマンとして撮影、キミノマワリ。の2nd写真集
- デジタルカメラマガジン 2021年2月号（2021年1月20日発売、インプレス）[29]